# Myelopsis
Myelopsis is een geslacht van vlinders van de familie snuitmotten (Pyralidae), uit de onderfamilie Phycitinae.

## Soorten
- M. alatella Hulst, 1887
- M. difficilis Roesler & Kuppers, 1981
- M. immundella Hulst, 1890
- M. minutularia Hulst, 1887
- M. rufimaculella Yamanaka, 1993
- M. subtetricella Ragonot, 1889
- M. tigadolokia Roesler & Kuppers, 1981
- M. varuna Roesler & Kuppers, 1981